# Muntanya de sal de Cardona

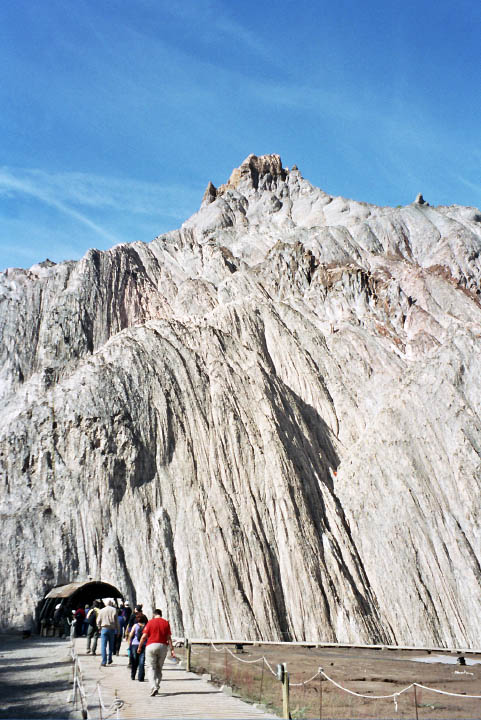
Exterior de la muntanya de sal

La muntanya de sal de Cardona és un diapir que creix cada any, ocupant una depressió del terreny amb forma d'el·lipsi allargassada amb una extensió de terreny de 1.800 m de llargària per 600 d'amplada i una superfície de 100 ha, amb unes característiques naturals que l'han fet mereixedora de ser inclosa dins el Pla d'Espais d'Interès Natural (PEIN). La Muntanya de Sal forma un turó al peu de la serra de les Garrigues i a la dreta del Cardener, al sud del nucli urbà de Cardona. El turó és drenat per torrent Salat que mena cap a la vall Salina o Salada que conflueix amb el Cardener a la Coromina. Són relleus baixos però amb una geomorfologia molt singular amb profundes incisions fruit de la peculiar forma d'erosió lligada als processos de dissolució que presenten les sals.
Els afloraments de sal es localitzen dins aquesta depressió, i per això fou coneguda antigament com el Salí, i actualment ho és com a Vall Salina. S'hi troben principalment tres tipus de minerals salins:
- Halita o sal gemma (NaCl)
- Silvina (KCl)
- Carnal·lita (KMgCl₃ · 6H₂O)

La seva constitució el fa extremadament fràgil i susceptible de ser modificat per qualsevol acció antròpica. A més, el conjunt de les formacions geològiques de la vall Salada, amb processos erosius que actuen sobre els singulars afloraments salins, constitueixen una unitat morfològica de grans valors paisatgístics, als quals s'afegeix l'elevat interès sociocultural, que el lliga a l'evolució i idiosincràsia de la vila de Cardona.

## Geologia

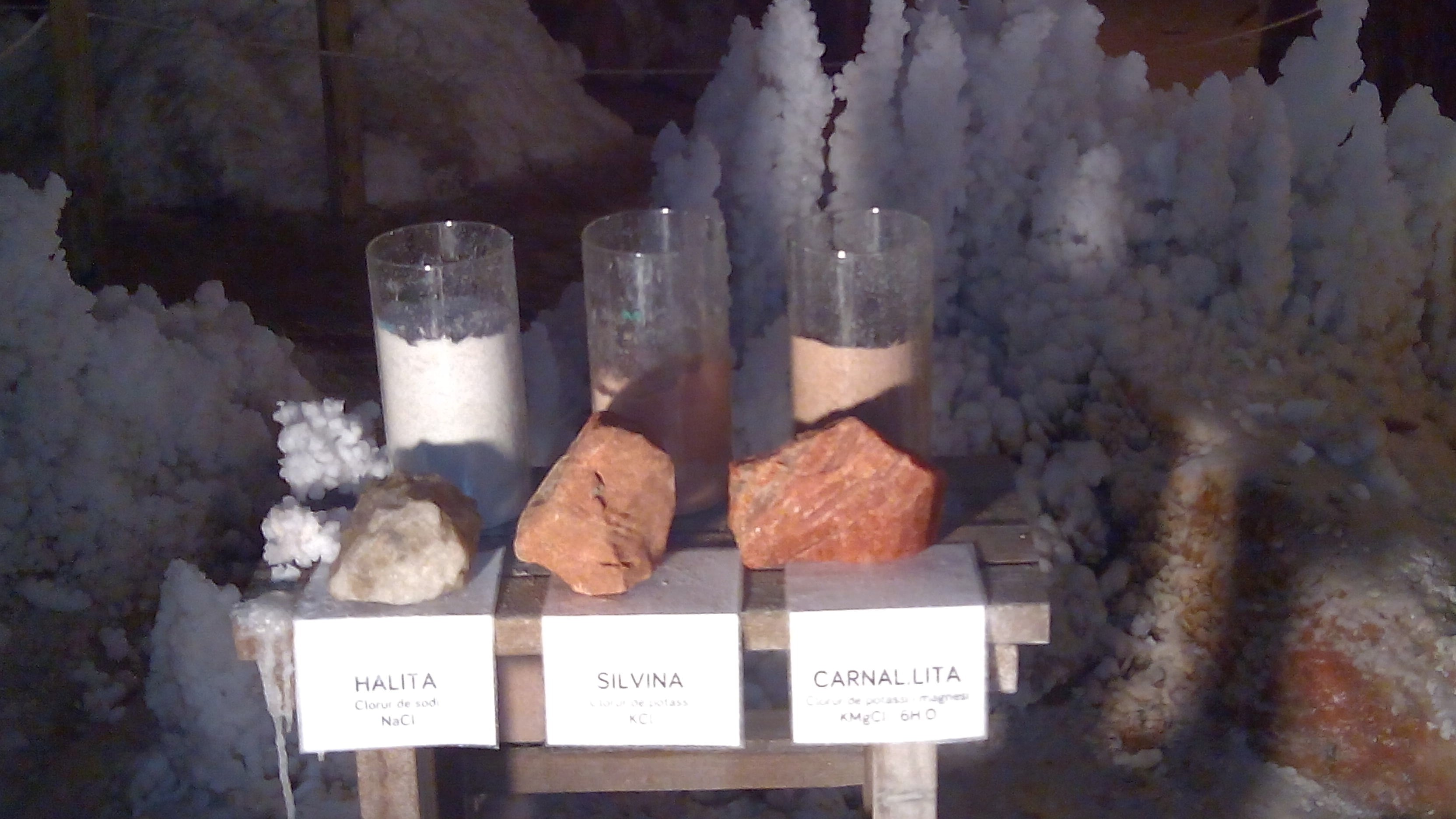
Els tres tipus de sal presents a la Muntanya de sal de Cardona

Els dipòsits salins de Cardona pertanyen a l'anomenada conca potàssica catalana. Al seu torn aquesta conca s'ha de contextualitzar en un àmbit més ampli, ja que formen part del conjunt de materials evaporítics que es van dipositar a la conca de l'Ebre durant l'Eocè superior.

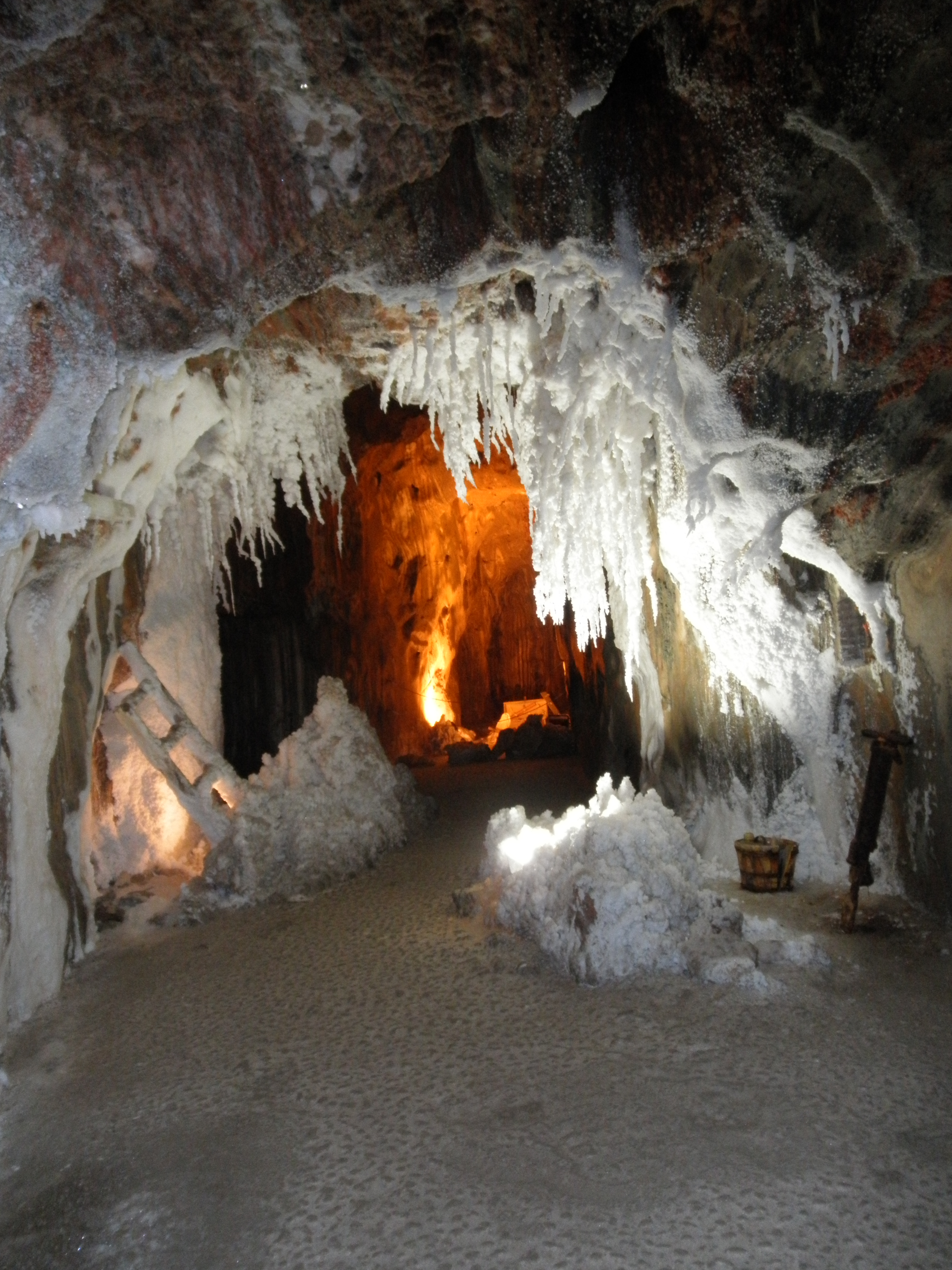
Interior de la mina

Aquest espai se situa a l'estructura anticlinal de Cardona, al nucli de la qual aflora la formació salina de Cardona. L'estructura té els seus orígens en l'emplaçament del mantell frontal pirinenc, el qual deforma els sediments afavorint la formació d'estructures diapíriques, a causa de l'elevada plasticitat de les sals. El moviment ascendent de les sals arribà a perforar i sobreeixir de l'estructura anticlinal.
La deposició de les sals tingué lloc a l'acabament de l'Eocè a conseqüència de l'aixecament del Pirineu i del pas restringit d'aigua del mar a la conca. Tot plegat va desenvolupar una gran llacuna interior alimentada ocasional o periòdicament per les aigües marines, l'evaporació de les quals va crear una densa massa d'aigua sobresaturada en sals. Es tracta d'un singular aflorament geològic que, per les seves excepcionals característiques, és únic a Catalunya.
La constitució d'aquesta muntanya és extremadament fràgil i susceptible de ser modificada per qualsevol acció antròpica. Els processos erosius també hi tenen un paper important, no solament en la mateixa muntanya salada sinó també en les àrees de l'entorn, només cobertes per un mantell vegetal molt reduït, amb alguns poblaments dispersos de pins. Així mateix, aquests processos també constitueixen un motiu d'interès, com les morfologies càrstiques desenvolupades en les sals, entre les quals cal remarcar el Forat Micó.
Els afloraments actuals de sals són el resultat dels moviments orogènics que tenen com a conseqüència el desenvolupament d'un conjunt de plecs anticlinals orientats est-oest i nord-sud. Hi emergeixen les sals potàssiques, bigarrades, que fan la impressió de ser una "muntanya de sal", quan en realitat és una profunda clotada oberta per la riera Salada clivellada per nombroses bòfies de dissolució. El conjunt de les formacions geològiques de la vall Salada constitueix una unitat de gran bellesa i espectacularitat.

## Declaració, planificació i gestió
L'Espai Natural Protegit de la Muntanya de Sal de Cardona va ser incorporat al Pla d'Espais d'Interès Natural (PEIN) pel Decret 328/1992, pel qual s'aprova el PEIN.
Aquest espai va ser declarat per primera vegada com a zona d'especial protecció per a les aus (ZEPA) l'any 1987 i com a Lloc d'Importància Comunitària (LIC) l'any 1997. Posteriorment va ser ampliat com a espai Natura 2000 mitjançant l'Acord del Govern 112/2006, de 5 de setembre, que aprova la xarxa Natura 2000 a Catalunya (DOGC 4735 de 6-10-2006). Així mateix, mitjançant el Pla especial, es va realitzar la seva delimitació definitiva. Aquest Pla complementa també el règim normatiu bàsic de protecció establert pel PEIN amb determinacions específiques per aquest Espai.

## Flora i fauna
En aquesta muntanya de sal s'hi poden trobar algunes espècies d'ocells pròpies de zones forestals mediterrànies, com l'astor (Accipiter gentilis), l'esparver (Accipiter nisus) o el tudó (Columba palumbus), així com de zones de matollar, per exemple la tallareta cuallarga (Sylvia undata). Destaca especialment una espècie de lepidòpter d'alt valor de conservació, Proserpinus prosperpina.

### Vegetació i flora
La vegetació present a la muntanya de sal de Cardona és constituïda per diferents comunitats, entre les quals es troben pinedes submediterrànies de pinassa (P. nigra ssp. salzmanii), matollars halonitròfils (Pegano-Salsoleta) i comunitats halòfiles adaptades a sòls d'humitat fluctuant.

## Explotació

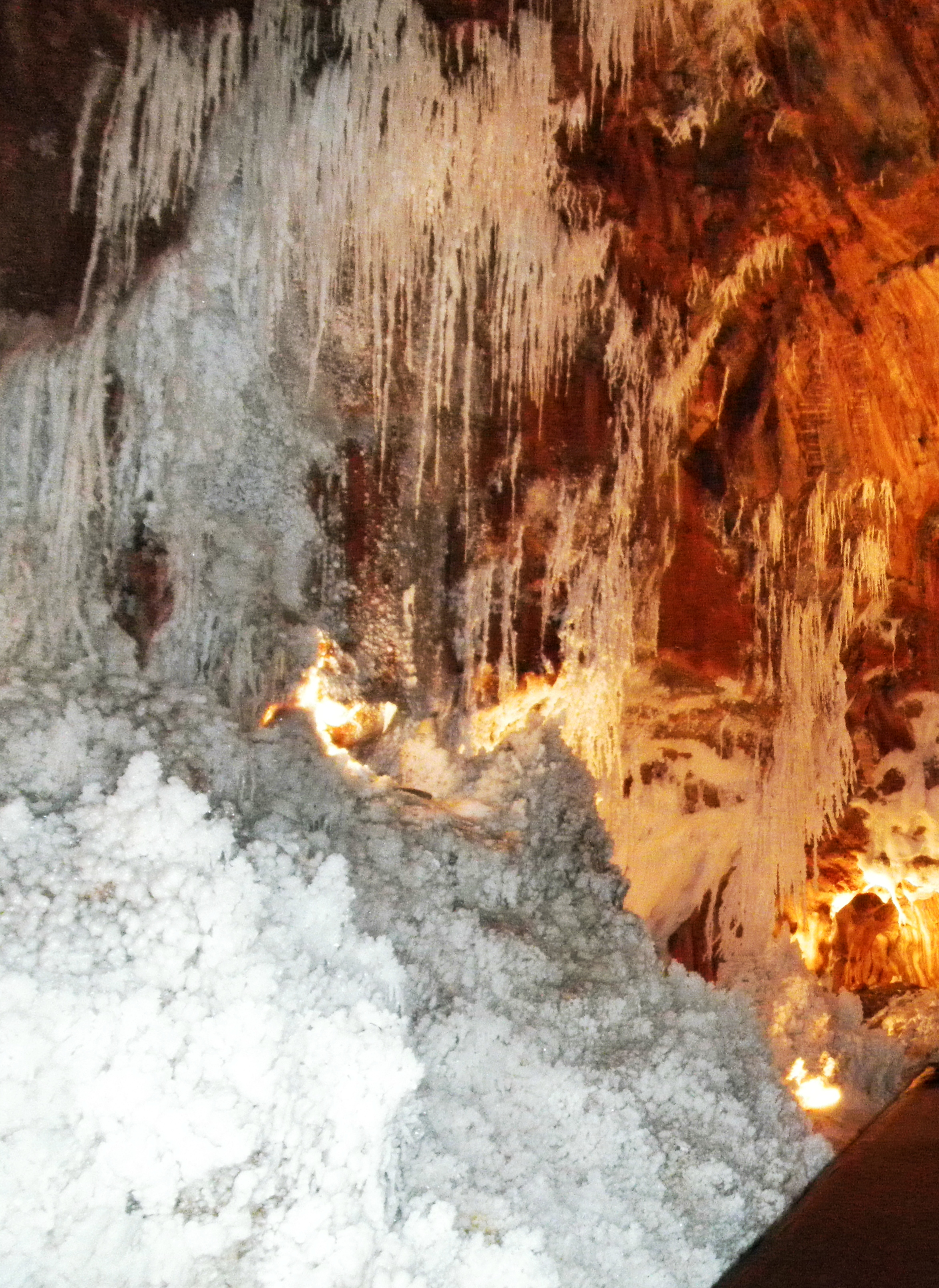
Interior de la mina

La Vall Salina de Cardona s'explota des del Neolític i el sistema d'explotació a cel obert es va mantenir invariable al llarg dels temps fins a la introducció de la pólvora, al segle xviii.
Degut a la potassa descoberta per l'enginyer Emili Viader i Solé a la primeria del 1900 -que buscava a Cardona l'explotació de sals potàssiques com la dels jaciments alemanys- es va obrir el Pou del Duc, la primera mina de sal subterrània, oberta entre 1902 i 1905.
La descoberta de les sals potàssiques s'havia de traduir en la segona industrialització de Cardona, després del tèxtil. Es va duplicar la població i es van produir importants transformacions en el seu paisatge urbà i social. El setembre del 1990 es va tancar l'explotació de la potassa. De l'interior de la terra s'havien extret un total de 37.874.843 tones de mineral, i l'explotació ja havia assolit els 1.308,7 metres de profunditat, essent la mina més profunda del país.
L'inici de l'extracció de la potassa va transformar una població agrícola i tèxtil en un poble bàsicament miner. La Unión de Explosivos Río Tinto (actual Ercros), a partir de les recerques de sals potàssiques fetes a Súria, comprà els terrenys de les salines de Cardona al duc de Medinaceli (1923), i l'any 1925 començà l'obertura dels pous i de les mines o galeries. El mineral extret era enviat a la fàbrica de benefici i després, amb camions, a l'estació de ferrocarril de Súria, d'on anava al port de Barcelona per a l'exportació. El 1986 aquesta explotació donava feina a 560 treballadors, però van tancar als anys noranta.

## Parc Cultural
Cardona, després del tancament de les mines, inicia l'explotació turística de la zona, creant el Parc Cultural de la Muntanya de Sal, pertanyent al Museu de la Ciència i la Tècnica de Catalunya, un equipament cultural que es va inaugurar l'any 2003 a l'interior del recinte de la Mina Nieves i on es pot veure una zona museogràfica que explica la història de l'explotació industrial de la Vall. També s'hi pot veure la maquinària d'extracció mineral del pou, tal com era quan estava en ple funcionament. Es pot visitar també l'interior de les galeries de la Muntanya de Sal amb un recorregut guiat a 86 m de profunditat.
Cardona rep més de 70.000 visitants l'any i s'ha convertit en una de les principals destinacions turístiques de la Catalunya central. En un futur, hi ha el projecte de creació d'una zona wellness de la sal al Parc Cultural, per crear un equipament turístic de primer ordre.